# Raphael Kandra
Raphael Kandra, né le 29 octobre 1990 à Fürth, est un joueur professionnel de squash représentant l'Allemagne. Il atteint en mai 2019 la 13e place mondiale sur le circuit international, son meilleur classement. Il est champion d'Allemagne entre 2018 et 2025 et champion d'Europe en 2019.
Depuis juillet 2017, il est marié à la joueuse professionnelle de squash Sina Wall.

## Carrière
En 2018, il remporte pour la première fois le titre de champion d'Allemagne et quelques mois après, il se qualifie pour le tournoi du British Open avec des victoires sur Peter Creed et Yip Tsz Fung. Il confirme dans le tableau principal en éliminant Mathieu Castagnet au premier tour et met fin à la carrière de Nick Matthew au 2e tour puis élimine Marwan El Shorbagy, récent vainqueur du tournoi El Gouna pour se hisser en demi-finale seulement battu par Miguel Ángel Rodríguez, futur vainqueur. Cette performance lui permet de se hisser aux portes du top 20 avec une 22e place. En octobre 2018, après son quart de finale à l'Open de Chine, il intègre pour la première fois le top 20. En septembre 2019, il devient champion d'Europe. Il confirme quelques semaines après en battant pour la première fois son compatriote Simon Rösner, 5e joueur mondial, lors du tournoi Netsuite Open.

## Palmarès

### Titres
- Championnats d'Europe : 2019
- Championnats d'Allemagne : 7 titres (2018, 2019, 2020, 2022-2025)

### Finales
- Championnats d'Allemagne : 4 finales (2013, 2014, 2016, 2017)